# زبان سلجوقی
زبان ترکی سلجوقی یکی از گونه‌های منقرض شده زبان ترکی بود که در ایران تکلم می‌شد. این زبان، به‌احتمال زیاد گویشی از زبان ترکی آذربایجانی بوده است. این زبان، زبانِ ترکان سلجوق بود که برای نخستین بار زبان‌های ترکی را به ایران و آناتولی آوردند. به‌احتمال زیاد این زبان در دهه‌ی هزارِ میلادی از گروه زبان‌های اوغوز انشعاب یافته است.